# Fabíola Cabral
Fabíola Karla de Oliveira Normando (nascida Fabíola Karla de Oliveira Maciel; São Paulo, 22 de junho de 1983), mais conhecida como Fabíola Cabral, é uma publicitária e política brasileira, filiada ao Solidariedade. Foi deputada estadual de Pernambuco de 2019 a 2023.
É filha do prefeito do Cabo de Santo Agostinho, Lula Cabral, e casada com o também político Igor Normando, sendo a atual primeira-dama da cidade de Belém do Pará.